# Walter Plata
Walter Plata (* 13. Mai 1925 in Arys (Masuren); † 31. März 2005 in Hildesheim) war ein deutscher Schriftsetzer, Typograf und Hochschullehrer.

## Ausbildung
Nach einem Notabitur 1948 und einem abgebrochenen Zeitungsvolontariat wurde Plata Schriftsetzer und arbeitete als Setzer und Typograph ab 1951 in der Schweiz, in Frankreich, Schweden und England sowie als Hochschullehrer für graphische Gestaltung in Deutschland, den USA und in Kenia.

## Beruf und Berufung
Ab 1958 gestaltete Plata die Veröffentlichungen der Lehrsetzerei der Bauerschen Gießerei in Frankfurt am Main und leitete die „Galerie bg“, die erste deutsche Galerie, die sich ausschließlich der Typographie und den internationalen Graphikdesign widmete. Plata entwickelte in dieser Zeit seine typische „Handschrift“. Die war, wie es im Nachruf des Bundes für deutsche Schrift und Sprache hieß (dort war er Ehrenmitglied und Initiator der „Stiftung Deutsche Schrift“ gewesen), „aufsehenerregend“; denn „seine prägnanten Arbeiten vergißt keiner, der sie einmal sah“.
Für die Bauersche Gießerei war Plata, der fünf Sprachen (Deutsch, Englisch, Französisch, Schwedisch, Spanisch) so fließend beherrschte, dass er in ihnen Fachvorträge halten konnte, als „Reisender in guter Typographie“ auch für die weltweite Kundenpflege zuständig.
In einer wissenschaftlichen Untersuchung A Study of Newspaper Design nannte er später Konrad F. Bauer, Jan Tschichold, Beatrice Warde, Stanley Morison und Alexander Nesbitt (Rhode Island School of Design, wo Plata einige Jahre „Assistant Professor“ für Nesbitt war) als seine Lehrer, denen er das Buch widmete.
1969 ließ er sich von der Bauerschen Gießerei beurlauben und ging als Entwicklungshelfer nach Kenia, wo er an der Universität von Nairobi die erste Schule für Gestaltung an einer afrikanischen Universität mit errichtete und von 1973 bis 1975 auch leitete. Die Fakultät wurde allerdings kurze Zeit nach dem Weggang der Entwicklungshelfer wieder aufgelöst.
Plata war in zahlreichen Verlagen und Druckereien in Europa, Afrika, Asien und Amerika tätig, u. a. bei der Europäischen Verlagsanstalt und am Massachusetts Institute of Technology. Er schrieb über 200 Fachartikel und hielt Vorträge in allen Kontinenten, unter anderem auch im Auftrag des Goethe Instituts, zum Beispiel in Indien, Singapur und Japan.
Plata setzte sich in Schriften und durch Anwendung in der Praxis für gute traditionelle Typographie und Schriften ein, ganz besonders auch für die Verwendung traditioneller gebrochener Schriften wie Textura, Schwabacher und Fraktur. 1984 setzte er zum Beispiel das in seinem eigenen Verlag in Hildesheim, der Plata-Presse erschienene Buch Johann Sebastian Bach zum Geburtstag von vorne bis hinten per Hand, teilweise in der eigens für dieses Druckwerk letztmals aus den Originalmatrizen gegossenen 14 Punkt Dürer Fraktur der Monotype-Setzmaschine, die (nur) in diesem Schnitt (14 Punkt) neben der Zentenar Fraktur von Ernst Schneidler seine bevorzugte gebrochene Schrift war.
Von Walter Plata gestaltete Bücher wurden mehrmals von der Stiftung Buchkunst ausgezeichnet. 1968 hatte er sich zugleich mit seinem langjährigen Freund Hans Peter Willberg als Geschäftsführer der Stiftung beworben; der in der Frankfurter und Mainzer Szene besser vernetzte Willberg machte dabei das Rennen. Plata wurde einige Jahre später Juror der Stiftung, berichtete jedoch in den 1990er Jahren seinem Schüler Hans Michael Hensel von „ernüchternden Erfahrungen“ und beschrieb die Preisvergabe der Stiftung als „Geschachere“, bei der es manchmal nach dem Motto zugehe „Gibst Du meinem Favoriten was, dann stimme ich auch für Deinen“ und die Möglichkeit, schöne, und vorbildlich lese- und leserfreundliche Bücher auszuzeichnen, um des Effekts willen zu oft aus dem Blick gerate.

## Plädoyer für Gebrochene Schriften
Platas besonderes Anliegen war es, zu zeigen, wie man gute alte Schriften modern einsetzt. „Er hat nie eine Seite gemacht, die auch nur ansatzweise gestrig wirkt, wie man es – den schönen Schriften zum Schaden – leider immer wieder sieht.“ (H. M. Hensel) Leidenschaftlich widersprach Plata der These seines Freundes Hans Peter Willberg „Die Nazis haben die Fraktur zerstört.“ In einer öffentlichen Diskussion mit ihm sagte Plata, man dürfe nicht über die angebliche Zerstörung einer Schrift jammern, sondern müsse gute Schrift durch gute Gestaltung aufleben lassen, anstatt, wie geschehen, als Typograph dazu beizutragen, dass man etwa Albert Kaprs Buch über Fraktur fast ausschließlich in einer „Platzspar-Zeitungsschrift“ gesetzt hatte und schon auf dem Umschlag mit dem dort stehenden Satz „Jüngere können Fraktur nicht lesen“ das Thema „totgeschlagen“ hatte. So werde man, sagte Plata, selbst zum Totengräber dieser Schrift: „Ob künftig noch Fraktur gelesen wird, hängt auch von guter Gestaltung ab. Dafür sind wir Typographen mitverantwortlich.“ (Quelle: Die deutsche Schrift 2/2005)

## Privatleben
Während seines Aufenthalts in Kenia heiratete Plata die aus Pakistan stammende Designerin Labeeka (genannt „Yasmin“) Khan, mit der er auch gemeinsame Ausstellungen („Plata-Plata“) veranstaltete. Die Ehe mit Yasmin scheiterte nach der Rückkehr nach Deutschland 1975, als Plata zunächst in Aachen, später in Hildesheim jeweils als Fachhochschulprofessor graphische Gestaltung lehrte. Yasmin gab die Gestaltung auf, ging nach Kanada und wurde dort Bibliothekarin. Fast 25 Jahre bis zu seinem Tode lebte Plata dann in Hildesheim mit der Schauspielerin Anette Lauenstein (Mutter der Filmemacher Christoph und Wolfgang Lauenstein) zusammen.
In Hildesheim lehrte Plata graphische Gestaltung an der Fachhochschule und gründete einen Verlag für bibliophile Druckerzeugnisse, die Plata-Presse. Er arbeitete dabei mit dem Drucker und Verleger Manfred Oppermann (* 7. April 1937; † 28. November 2012) zusammen. Dessen 1901 gegründete und in dritter Generation bestehende Druckerei hatte einen großen Bestand an historischen Schriften über den Krieg gerettet, eine Fundgrube für Plata. Plata gestaltete fast 20 Jahre lang alle Drucke von Oppermann, die keine reinen Auftragsarbeiten waren, im Gegenzug hatte er „freie Hand“ bei der Nutzung aller Möglichkeiten der Druckerei. Dies nutzte er reichlich. 2003 verkaufte Oppermann seinen gesamten Bestand an historischen Bleisatzschriften an die Druckwerkstatt des Gutenberg Museums in Mainz.
Plata sammelte mit Leidenschaft japanische und chinesische Kalligraphie, indische Kalamkari und typographisch vorbildliche deutsche Plakate, Drucksachen und Bücher. Unter anderem hatte er in den 1970er Jahren fast den gesamten Bestand der Bibliothek der Lehrsetzerei der ehemaligen Bauerschen Gießerei in Frankfurt erworben.
1996 übergab Plata eine große Sammlung typografischer Fachliteratur und eigener Werke als Dauerleihgabe der Bibliothek der Universität Hildesheim. Seinen Nachlass vermachte er seinen letzten Schüler (seit 1998), Hans Michael Hensel, der als Typograph unter dem Pseudonym „John Lesney“ arbeitet. Schon schwer an Parkinson erkrankt, gestaltete er in Zusammenarbeit mit Hensel seine letzten Druckwerke, etwa einige Kapitel der Wiederkehr der schönen Schrift (2002) und den Hildesheimer Rosenkalender 2003. Walter Plata wurde auf dem in der Liste der Baudenkmäler in Zweifall eingetragenen Evangelischen Friedhof beerdigt. In Zweifall hatte er während seiner Lehrtätigkeit an der Fachhochschule Aachen bei seiner einzigen Schwester Gisela (verheiratete Olesen) gelebt.

## Veröffentlichungen (Auswahl)
- The Cat's Meow. Frankfurt: Bauersche Gießerei 1961. (Sonderdruck für internationale Kunden und Freunde der Bauerschen Gießerei.)
- „The Present Status of Black Letter in German-speaking Countries.“  – Alphabet 1964. London 1963.
- „Zu seltene Typographie. Satz und Schrift. 6. Folge.“  – Der Polygraph Heft 16. Frankfurt a. M. 1967.
- „Für Gotisch, Schwabacher und Fraktur im deutschen Sprachgebiet in der zweiten Hälfte des 20. Jahrhunderts.“  – Philobiblon Heft 4. Hamburg 1968.
- „Visual Communication. Uelezaji kwa njia ya kuangalia.“ – University Bulletin Nr. 3. (Sondernummer). Nairobi: University of Nairobi 1971.
- A Study of Newspaper Design. Nairobi: University of Nairobi 1974. (Zweite Auflage Hildesheim: Plata-Presse 1982.)
- Schätze der Typographie. Gebrochene Schriften. Gotisch, Schwabacher und Fraktur im deutschen Sprachgebiet in der zweiten Hälfte des 20. Jahrhunderts. Informationen und Meinungen von 17 Autoren angeregt und eingeleitet von Walter Plata. Frankfurt am Main: Polygraph-Verlag 1968. (Zweite Auflage als Fraktur, Gotisch, Schwabacher zeitlos schön. Daten, Meinungen, Informationen, Bekenntnisse. Hildesheim: Plata-Presse 1982.)
- „Tiemann? Wer ist das? Über Verantwortung, Würde, Leistung beim Anblick des Werkes von Walter Tieman.“  – Die deutsche Schrift Heft 65. Lippstadt 1981.
- „Über Leserlichkeit und Lesbarkeit.“  – Die deutsche Schrift Heft 68. Frankfurt a. M. 1983.
- Unsere täglichen Texte. Hildesheim: Plata-Presse 1984.
- Johann Sebastian Bach zum Geburtstag. Hildesheim: Plata-Presse 1984.
- Deutsche Typographie. Verarmt in einem freien Europa? Krank in das 21. Jahrhundert? Hannover: Bund für Deutsche Schrift und Sprache 1991.